# USS LST-520
O USS LST-520 foi um navio de guerra norte-americano da classe LST que operou durante a Segunda Guerra Mundial.